# Nadie es eterno en el mundo
Nadie es eterno en el mundo es una telenovela colombiana escrita por Anita de Hoyos producida por Caracol Televisión en 2007 y 2008. Esta protagonizada por Adriana Bottina y Juan Pablo Posada, con las participaciones antagónicas de Patricia Vásquez, Sandra Reyes, Agmeth Escaf, Juan Sebastián Caicedo y Alexandra Serrano y la actuación especial de Linda Lucía Callejas.
La telenovela estuvo basada en la canción Nadie es eterno en el mundo, interpretada por el cantante colombiano  Darío Gómez, también conocido como El Rey del Despecho.

## Sinopsis
El rey del despecho, Darío Gómez, es la inspiración de Wendy Jiménez (Adriana Bottina), una cantante popular que lucha por demostrarle al mundo que su talento está por encima de las adversidades. Rancheras, corridos, boleros y valses forman parte de la vida de Wendy, una joven que, pese a su origen humilde, lucha por ganarse un espacio como cantante y sueña con el amor de un hombre de la alta sociedad.
En su camino, sin embargo, tropieza con personas que sólo buscan usarla o desprestigiarla, pero también con otras que valoran su esfuerzo.
Wendy se enamora de Gabriel (Juan Pablo Posada), el dueño de una disquera exitosa y prometido de Silvia (Patricia Vásquez), una mujer de su misma clase social. Él, sin embargo, se ilusiona con la artista romántica e ingenua, al punto de cancelar su matrimonio.
A su vez, Silvia, en una cruzada por salvar su relación con Gabriel, se encarga de desprestigiar a esta mujer humilde, estrategia que termina por acabar con la corta ilusión entre el empresario y Wendy.
El fracaso sentimental de la artista hace que su vida quede marcada por el dolor.
Nadie es eterno en el mundo es un melodrama clásico que le apuesta al género musical, al igual que "Escalona" y "Pero sigo siendo El Rey", producciones que rescataron el sentimiento popular. Por eso, su columna vertebral son las canciones de Darío Gómez, el rey del despecho.

## Elenco
| Actor / Actriz         | Personaje                   | Breve Descripción |
| ---------------------- | --------------------------- | --- |
| Adriana Bottina        | Wendy Jiménez               | Protagonista. Enamorada de Gabriel y esposa de Gabriel.                                                                                    |
| Juan Pablo Posada      | Gabriel Caballero           | Protagonista. Exesposo de Silvia y esposo de Wendy.                                                                                        |
| Patricia Vásquez       | Silvia Santamaría           | Villana principal. Exesposa de Gabriel, media hermana de Wendy, amante de Tyson y Bruno, Termina en un Hospital psiquiátrico.              |
| Álvaro Bayona          | Héctor Gonzalez             | Padre de Karen, esposo de Guadalupe y enamorado de Marimar.                                                                                |
| Sandra Reyes           | Guadalupe                   | Villana. Esposa de Don Héctor, madrastra de Karen y amante de Tyson.                                                                       |
| Alexandra Serrano      | Cristina Peñaranda          | Villana. Amante de Gabriel y Alberto, enemiga de Silvia. Cuando descubre todas las fechorías que cometió Silvia, muere asesinada por ésta. |
| Agmeth Escaf           | Bruno Durán                 | Villano. Esposo de Adelaida, amante de Silvia, Asesinado por Tyson.                                                                        |
| Linda Lucía Callejas   | Marimar Infante             | Madre de Wendy y David. Muere. |
| Juan Ángel             | Agustín Jiménez             | Padrastro de Wendy y cómplice de Silvia.                                                                                                   |
| Kenny Delgado          | Alejandro Santamaría        | Padre de Silvia y Wendy. |
| Juan Fernando Sánchez  | Alberto Aguirre             | Mejor amigo de Gabriel y enamorado de Karen.                                                                                               |
| Carmen Villalobos      | Karen Gonzalez              | Exesposa de Tyson, con quien tiene un hijo, mejor amiga de Wendy y enamorada de Alberto.                                                   |
| Juan Sebastián Caicedo | Tyson Bernal                | Villano. Exesposo de Karen, amante de Silvia y de Guadalupe, termina inválido y en la cárcel.                                              |
| Tania Fálquez          | Adelaida Pombo              | Mejor amiga de Silvia y esposa de Bruno.                                                                                                   |
| Marcela Gallego        | Clemencia Peinado           | Madre de Tyson y madrina de Wendy. |
| Rita Bendek            | Rita Jiménez "Madame"       | Hermana de Agustín y tía de Wendy. |
| Juan Carlos Serrano    | Lucas Cantor                | Mejor amigo y enamorado de Wendy. |
| Liliana Salazar        | Daniela Cienfuegos          | Villana. Exesposa de Gabriel. |
| Santiago Cepeda        | David Jimenez               | Hermano de Wendy. Es ciego y, luego de la muerte de su madre, se va a vivir a EE. UU.                                                      |
| Luis Carlos Caballero  | Pequé                       | |
| Yolanda Rayo           | Dulce Guzman                | Amiga de Wendy en la cárcel. |
| Margarita Amado        | Clarita                     | Villana. Secretaria de Silvia y enemiga de Wendy.                                                                                          |
| Jorge López            | Juan Sebastián Domínguez    | Enamorado de Wendy. |
| Orlando Lamboglia      | Paúl Kheller - Pablo Calero | Villano. Periodista |
| Germán Quintero        | Tomas Peñaranda             | |
| Luz Dary Beltran       | Gloria - Guardia            | |
| Lorena Tobar           | Beatriz Gaviria             | Villana. Tía de Gabriel |
| Rodolfo Silva          | Roberto                     | |

## Invitados Especiales
| Cantantes       | Ocupación                                                   |
| --------------- | ----------------------------------------------------------- |
| Darío Gómez     | Cantautor y Compositor de Música Popular                    |
| Tito Rojas      | Cantante de Salsa                                           |
| Antonio Aguilar | Cantante, Compositor y Actor de Películas de Blanco y Negro |

## Premios y nominaciones

### Premios India Catalina
| Año  | Categoría                              | Nominado         | Resultado |
| ---- | -------------------------------------- | ---------------- | --------- |
| 2008 | Mejor telenovela                       | Mejor telenovela | Nominada  |
| 2008 | Mejor actriz protagónica de telenovela | Adriana Bottina  | Ganadora  |
| 2008 | Mejor actriz antagónica de telenovela  | Patricia Vásquez | Nominada  |

### Premios TVyNovelas
| Año  | Categoría                                | Nominado                    | Resultado |
| ---- | ---------------------------------------- | --------------------------- | --------- |
| 2008 | Mejor tema musical de telenovela o serie | Nadie es eterno en el mundo | Nominado  |